# 安德烈·普列文
安德烈·普列文（德語：André Previn，1929年4月6日—2019年2月28日），美国德裔指挥家、钢琴家、作曲家。他的职业生涯涉及好莱坞、爵士和古典音乐三大方面，且获得了成功，而后两者直到最后都是他生活的一部分。在电影中，他编曲和创作音乐。在爵士領域，他是一位著名的三重奏钢琴家，钢琴伴奏和爵士经典歌手。在古典音乐领域，他担任过钢琴家和指挥家，并作为艺术音乐作曲家，在过去的三十年中创造许多遗产。
不到20岁，普列文开始为米高梅编曲和作曲。他之后继续参与了五十多部电影的配乐，并赢得四项奥斯卡奖。他还赢得了格莱美奖，其中10项是因为在他职业生涯的三个领域录制的唱片，之后获得了一项终身成就奖。他曾担任休斯顿交响乐团音乐总监（1967-1969），伦敦交响乐团首席指挥（1968-1979），匹兹堡交响乐团音乐总监（1976-1984），洛杉矶爱乐乐团音乐总监兼首席指挥（1985-1989） ，皇家爱乐乐团首席指挥（1985-1992），并在公开宣布脱离受薪职位后，成为奥斯陆爱乐乐团的首席指挥（2002-2006）。他还与维也纳爱乐乐团有友好关系。

## 生平

### 早年生活
安德烈·普列文生于柏林，有着俄國犹太人血统。1938年，普列文在巴黎和柏林学习音乐后，为了躲避纳粹的迫害而举家移居到美国洛杉矶。

### 电影配乐创作
早年的普列文以爵士乐演奏开始其音乐生涯，并且有一份整理电影的工作。1950年至1952年應徵入伍，驻扎在旧金山。
1958年，普列文为影片《金粉世界》作谱写的配乐获得第三十一届奥斯卡最佳电影配乐奖。

### 作为古典音乐的指挥和作曲家
1963年，普列文以客席指挥的身份，首次指挥美国圣路易斯交响乐团，这是他事业上的一个转折点。1960年代，普列文逐渐改到古典音乐领域发展。但早年的这些经历，使得普列文对喬治·蓋希文的作品有独特的理解和感觉。1965年，首次与伦敦交响乐团合作，1968年至1979年任该团首席指挥。1970年代，普列文成为世界上首屈一指的指挥家，先后担任过匹兹堡交响乐团首席指挥（1976－1984年）、皇家爱乐乐团音乐总监（1985－1988年），洛杉矶爱乐乐团音乐总监兼首席指挥（1985－1989年）等等。
普列文常年和维也纳爱乐乐团、柏林爱乐乐团、波士顿交响乐团等世界一流乐团保持着密切的合作关系。
普列文于2019年2月28日在曼哈顿的家中去世，享年89岁，没有公布死因。

## 獲獎與榮譽
1996年，普列文受英女王伊丽莎白二世册封为爵士。2005年，获格伦·古尔德基金颁发的格伦·古尔德奖和第47届格莱美奖。

## 作品節選

### 作曲
- 1998年：歌剧《欲望号街车》
- 2002年：小提琴协奏曲
- 为女高音歌唱家芮妮·弗萊明而写的《长颈鹿去汉堡》

### 商業錄音
- (CD). 20世紀偉大鋼琴家（英语：Great Pianists of the 20th Century） 80. Philips Classics. 1998. 456 934-2.

## 個人生活
普列文有过五段婚姻，最后一任妻子是著名小提琴演奏家安娜-苏菲·穆特，两人於2006年離婚。

## 軼事
- 因姓氏發音，在英國普列文被稱為“Mr Preview”（預覽先生）。